# Lindesnes

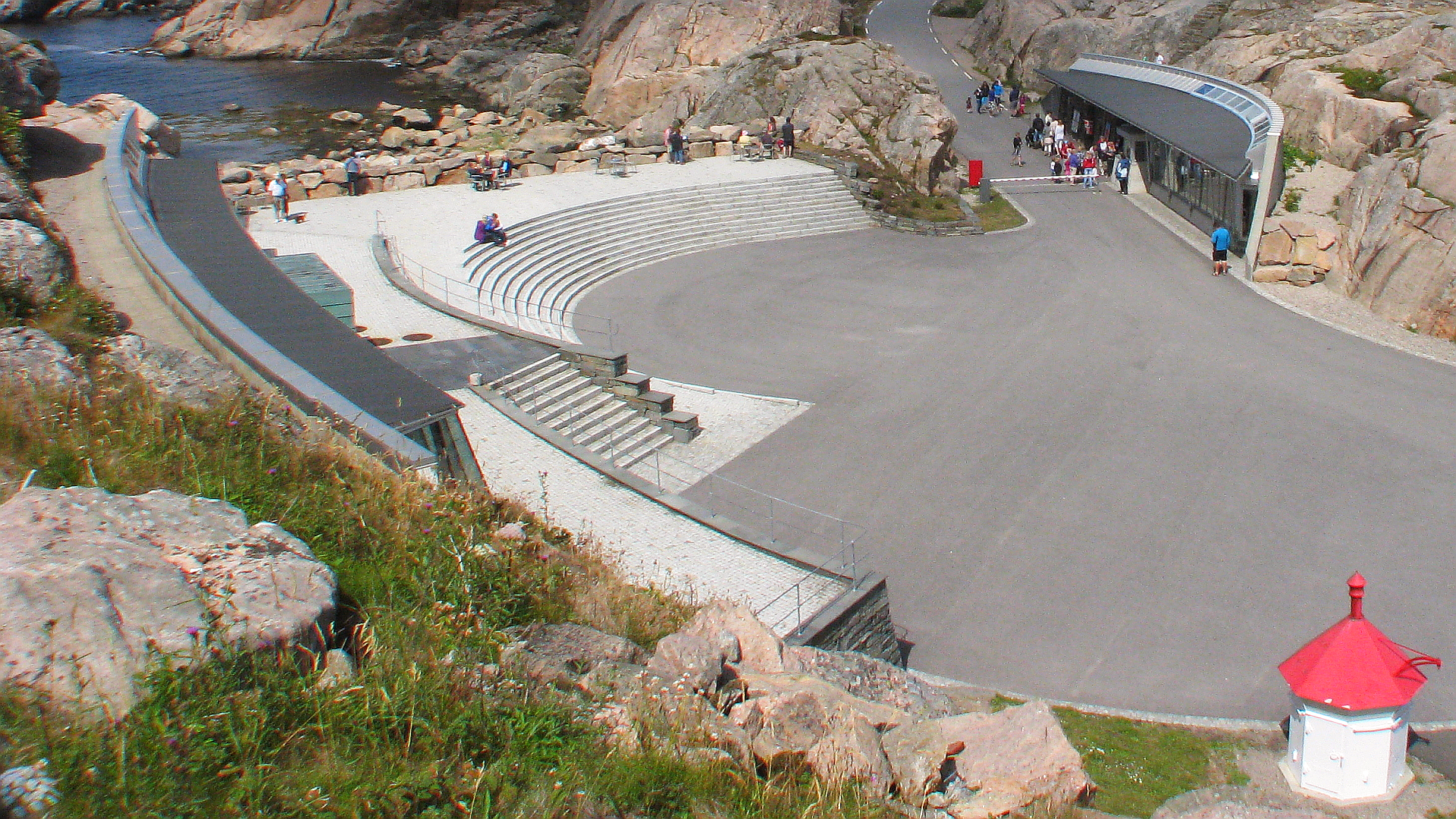
Lindesnes Fjellhallen (Millenium-Fjellhallen 2000–2004)

Gmina Lindesnes (norw. Lindesnes kommune) – norweska gmina leżąca w regionie Agder. 
Lindesnes jest 269. norweską gminą pod względem powierzchni.

## Demografia
Według danych z roku 2005 gminę zamieszkuje 4484 osób. Gęstość zaludnienia wynosi 14,17 os./km². Pod względem zaludnienia Lindesnes zajmuje 216. miejsce wśród norweskich gmin.
| ludność stan na 1 stycznia 2005 |         |           |       |
|                                 | kobiety | mężczyźni | razem |
| osób                            | 2243    | 2241      | 4484  |
| %                               | 50,02%  | 49,98%    | 100%  |

| wykształcenie stan na 1 października 2004 |        |         |        |        |
|                                           | podst. | średnie | wyższe | niezn. |
| osób                                      | 724    | 2191    | 503    | 89     |
| %                                         | 20,64% | 62,48%  | 14,34% | 2,54%  |

## Edukacja
Według danych z 1 października 2004:
- liczba szkół podstawowych (norw. grunnskoler): 4
- liczba uczniów szkół podst.: 645

## Władze gminy
Według danych na rok 2011 administratorem gminy (norw. rådmann) jest Ståle Kongsvik, natomiast burmistrzem (norw. ordfører, d. borgermester) jest Janne Fardal Kristoffersen (H).

## Charakterystyczne miejsca

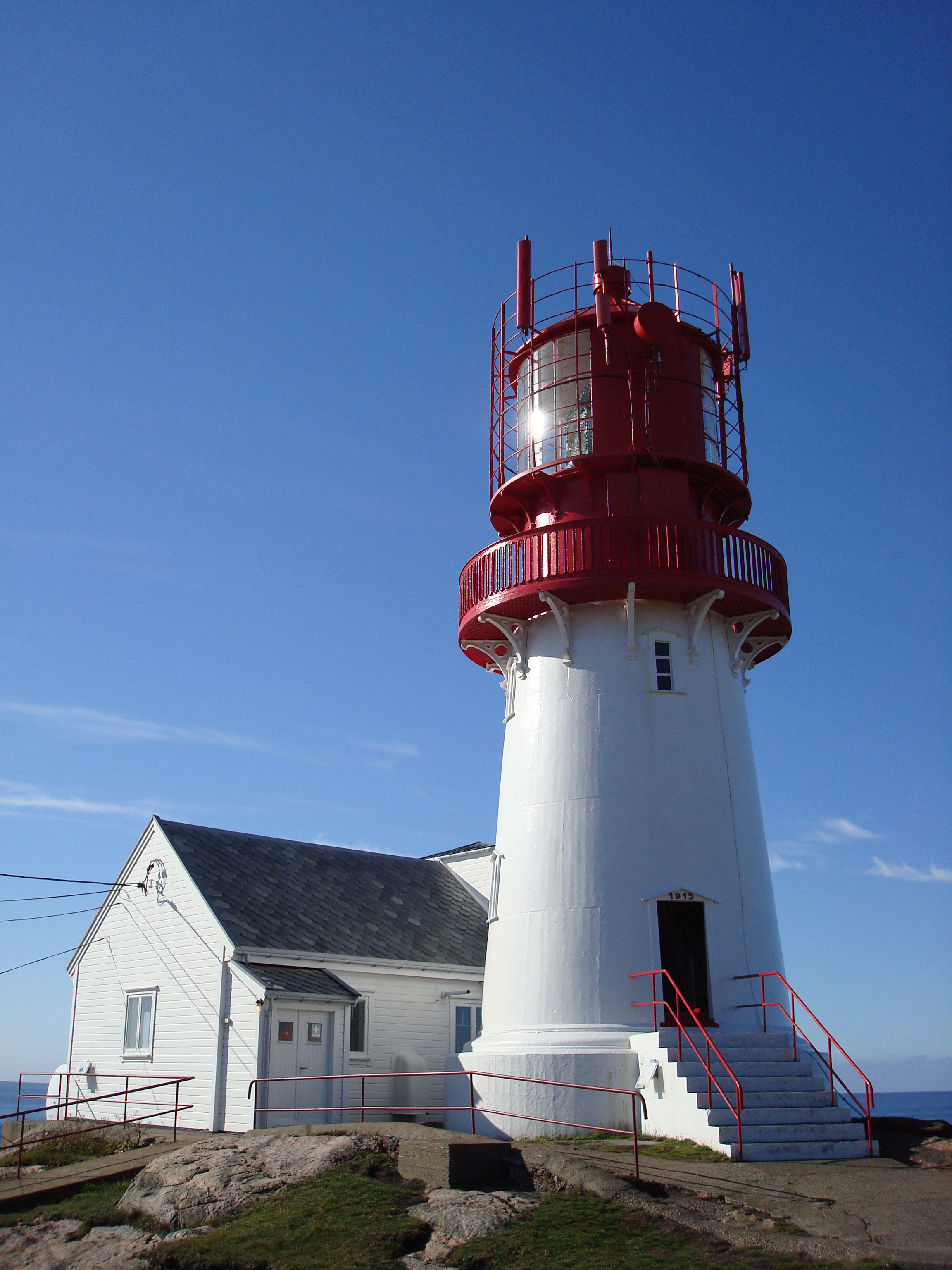
Latarnia morska Lindesnes

Jednym z miejsc kojarzonych z gminą Lindesnes jest latarnia morska Lindesnes, będąca najstarszą norweską latarnią. Jej historia zaczyna już w roku 1656. Latarnia funkcjonuje do dziś jako część większego kompleksu wraz z muzeum. Znajduje się na półwyspie Lindesnes, najdalej na południu wysuniętym przylądku Norwegii (57°58'46"N).